# District de Grant
Le district de Grant (District of Grant) est la zone d'administration locale la plus au sud de l'État d'Australie-Méridionale, en Australie. Elle est située sur la Limestone Coastet a pour siège la ville de Mount Gambier qui est entourée mais n'appartient pas au district de Grant.
Son économie repose sur l'agriculture, l'exploitation forestière et la pêche.

## Localités
La principale localité du district est Port MacDonnell et les autres localités sont : Allendale East, Blackfellows Caves, Burrungule, Canunda, Cape Douglas, Caroline, Carpenter Rocks Caveton, Compton, Dismal Swamp, Donovans, Eight Mile Creek, German Creek, Glenburnie, Kongrong, Mil-Lel, Mingbool, Moorak, Mount Schank, Nene Valley, O B Flat, Pelican Point, Pleasant Park, Racecourse Bay, Square Mile, Suttontown, Tantanoola, Tarpeena, Wandilo, Wepar, Worrolong, Wye et Yahl.